# Tipula atlantica
Tipula atlantica är en tvåvingeart som beskrevs av Mannheims 1962. Tipula atlantica ingår i släktet Tipula och familjen storharkrankar. Inga underarter finns listade i Catalogue of Life.